# Jurta

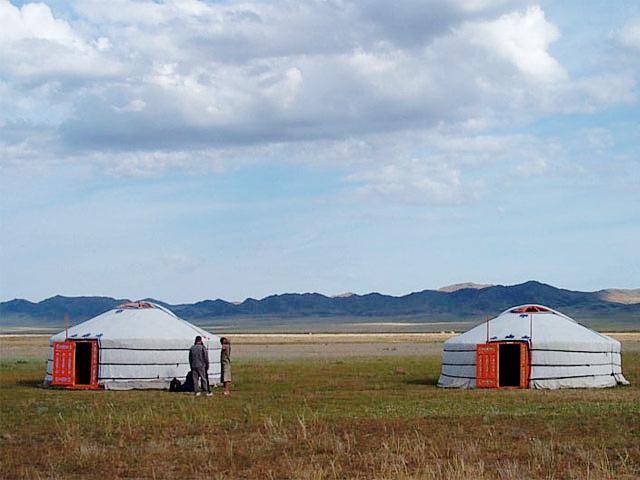
Jurta

Jurta je tradiční kruhové obydlí kočovných kmenů z oblastí centrální Asie a Středního východu, sestávající z dřevěné lehké konstrukce a plsťové rohože.
Půdorys stavby je kruhový, průměr se pohybuje podle účelu a místa použití od 3 (lovecká jurta, Mongolsko) až po 20 metrů. Stavba se snadno skládá a převáží.
Vzhled jurty je rozlišný pro různé oblasti Asie. Rozdíly jsou jak vizuálního charakteru (barva nátěru, dekorativní prvky apod.), tak v použitém materiálu i metodách výroby. V Mongolsku je nejrozšířenější jurta s kónickou střechou, pro oblast kyrgyzskou, kazašskou a turkmenskou zase střecha kopulovitá. Především v oblastech na východ od Mongolska se lze setkat s bohatým zdobením vzory charakteristickými pro daný kmen.
Plst má izolační funkci a skládá se na konstrukci i v několika vrstvách, vyrábí se většinou z ovčí vlny a veškeré dostupné srsti. V jurtách se topí jen výjimečně, a to především za účelem přípravy pokrmu. To platí i pro zimní období, kdy se mongolští pastevci stěhují do vysokou zdí chráněných zimovišť.

## Názvy jurty v lokálních jazycích
- Karakalpacky: Qara u'y nebo Otaw
- Kazašsky: Kiyz üj
- Kyrgyzsky: Boz üj
- Mongolsky a burjatsky: Gher
- Paštunsky: Cherga
- Tádžicky: Čádor nebo Chajma
- Tatarsky a baškirsky: Tyrmä
- Turkmensky: Öý
- Tuvinsky: Ög
- Urdsky: Chajma
- Uzbecky: Oʻtov

## Symbolika
Horní část jurty, nazývaná tjundjuk a symbolizující pohostinnost a upřímnost, je hlavním motivem Kyrgyzské vlajky.
Vrchní kruhová část kupole jurty (šanyrak) je umístěn na státním znaku Kazachstánu.

Vlajka Kyrgyzstánu Poměr stran: 3:5
Státní znak Kazachstánu